# JPEG 네트워크 그래픽스
JPEG 네트워크 그래픽스(JPEG Network Graphics, JNG)는 PNG와 밀접하게 관련된 JPEG 기반 그래픽 파일 형식이다. 이는 JPEG로 인코딩된 이미지 데이터를 래핑하기 위한 컨테이너 포맷으로 PNG 파일 구조(서로 다른 서명 포함)를 사용한다.
JNG는 MNG 애니메이션 형식의 부속물로 만들어졌지만 독립형 형식으로 사용될 수도 있다. JNG 파일은 색상 데이터를 저장하기 위해 8비트 또는 12비트 JPEG 데이터 스트림을 포함하고 투명도 정보를 위해 다른 데이터 스트림(1, 2, 4, 8, 16비트 PNG 또는 8비트 JPEG 회색조 이미지)을 포함할 수 있다. 그러나 JNG에는 12비트 데이터 스트림을 처리할 수 없거나 처리할 의사가 없는 디코더가 8비트 데이터 스트림을 표시할 수 있도록 색상 정보에 대한 두 개의 별도 JPEG 데이터 스트림(8비트 하나와 12비트 하나)이 포함될 수 있다. (존재하는 경우)
JNG 사양 버전 1.0은 2001년 1월 31일에 출시되었다(처음에는 MNG 사양의 일부로). 일반적으로 MNG 파일 형식을 지원하는 모든 응용 프로그램은 JNG 파일도 처리할 수 있다. 예를 들어 Konqueror에는 기본 MNG/JNG 지원이 있으며 MNG/JNG 플러그인은 오페라, 인터넷 익스플로러 및 모질라 파이어폭스에서 사용할 수 있다. 모질라 애플리케이션 스위트(및 넷스케이프)는 원래 MNG/JNG를 지원했지만 개발자가 모질라 1.5a에서 기본 지원을 제거했으며 모질라는 사용자의 요청에도 불구하고 그 이후로 해당 형식을 지원하지 않는다. 사파리는 MNG/JNG를 지원하지 않는다.
JNG는 투명도, 두 개의 연속 색상 스트림(하나는 8비트, 다른 하나는 12비트) 및 색상 교정, 감마 교정, 포함된 색상 프로필, PNG 스타일 메타데이터, 체크섬 등과 같은 기타 유용한 PNG 기능을 지원하여 JFIF 형식(일반적인 JPEG 파일 형식)의 기능을 향상시킨다. JNG 파일 내부의 투명도 정보(알파 채널)는 무손실 PNG 형식이나 손실 있는 JPEG 형식으로 저장할 수 있다. 이러한 방식으로 사용자는 무손실(PNG 압축) 투명도 정보를 보존하면서 JPEG 압축의 이점을 누릴 수 있다.
JNG 파일의 청크 기반 구조는 기본적으로 PNG 파일의 구조와 동일하며 약간 다른 서명과 다른 청크 사용만 다르다.

## 대안
- JPEG XR
- WebP